# Речка (Удомельский район)
Речка — деревня в Удомельском городском округе Тверской области.

## География
Деревня находится в северной части Тверской области на расстоянии приблизительно 21 км на север-северо-восток по прямой от железнодорожного вокзала города Удомля у восточного берега озера Белое.

## История
Деревня известна с 1859 году, когда была владением помещика Лодыгина. Здесь было учтено дворов (хозяйств) 2 (1859 год), 4 (1886), 5 (1911), 3 (1958), 1 (1986), 1 (1991), 3 (2000). В советский период истории здесь действовал колхоз «Быки». До 2015 года входила в состав Куровского сельского поселения до упразднения последнего. С 2015 года в составе Удомельского городского округа.

## Население
Численность населения: 7 человек (1859 год), 27 (1886), 32 (1911), 7(1958), 2(1986), 8 (русские 100 %) в 2002 году, 1 в 2010.